# ファイエットビル駅
ファイエットビル駅（英語：Fayetteville Station）はアメリカ合衆国ノースカロライナ州ファイエットビル ヘイ・ストリート472にある駅。 全米各地を結ぶ旅客鉄道のアムトラックが乗り入れている。

## 概要
アムトラックのファイエットビル駅はアトランティック・コースト・ライン鉄道によって1911年に建設され、1982年に国家歴史登録財に登録された。駅舎は旅客待合室に加えて、商業スペースが含まれている。1990年代初頭に、ファイエットビル市は新しいスレート屋根を含む外装工事を完了させた。米国障害者法に準拠させるため2005年に次の改装工事を施工した。バリアフリー化のため、プラットホームの再構築が含まれていた。69万6,000ドルの費用をかけ工事は2006年に完成した。費用の90％はノースカロライナ州運輸省 (NCDOT)から拠出され、残りの10％はファイエットビル市が拠出した。

## 利用可能な鉄道路線／列車
アムトラックの停車する列車は下記の通り。
ニューヨークとマイアミ間の夜行長距離列車シルバー・メティオ号…1日1往復停車
ニューヨークとサバンナ間の昼行長距離列車パルメット号…1日1往復停車

## バス
当駅から乗車できるバスは以下の通り。
路線バス：ファイエットビル地区交通システム (Fayetteville Area System of Transit) ルート 14